# Tokimeki Memorial
Tokimeki Memorial (ときめきメモリアル, Tokimeki Memoriaru) est une série de jeux de drague de Konami. Il se compose de huit opus principaux ainsi que de nombreuses oeuvres dérivées. Les jeux se distinguent dans le genre des simulations de rencontres par leur caractère hautement non linéaire. Leur surnom auprès de leurs fans est la contraction TokiMemo.

## Système de jeu
Le gameplay de Tokimeki Memorial se concentre sur la planification, les fréquentations et l'élaboration de statistiques. Le joueur dispose d'un temps limité à consacrer à l'invitation de personnages du sexe opposé et au développement des capacités du protagoniste à l'école et au sport (l'objectif à long terme étant de devenir plus séduisant, et non d'acquérir une quelconque valeur intrinsèque). Les rendez-vous sont fréquents mais très brefs, avec généralement une seule question à choix multiple pour déterminer si la jauge d'amour du partenaire augmentera ou diminuera. Une partie dure une période fixe de trois années de lycée (de l'ordre de 5 à 10 heures de jeu), à la fin de laquelle le personnage ayant la jauge d'amour la plus élevée avoue son amour.

## La série
La série comprend huit épisodes principaux :
- 1994 - Tokimeki Memorial (PC-Engine[1], PlayStation, Saturn, Super Nintendo, Game Boy Color, Microsoft Windows PlayStation Portable, mobile, TurboGrafx-16 Mini, Nintendo Switch)
- 1999 - Tokimeki Memorial 2 (PlayStation, mobile)
- 2001 - Tokimeki Memorial 3 (PlayStation 2)
- 2002 - Tokimeki Memorial Girl's Side (PlayStation 2, Nintendo DS, mobile, Nintendo Switch)
- 2006 - Tokimeki Memorial Girl's Side: 2nd Kiss (PlayStation 2, Nintendo DS, Nintendo Switch)
- 2009 - Tokimeki Memorial 4 (PlayStation Portable, mobile)
- 2010 - Tokimeki Memorial Girl's Side: 3rd Story (PlayStation Portable, Nintendo DS, Nintendo Switch)
- 2021 - Tokimeki Memorial: Girl's Side 4th Heart (Nintendo Switch)

La série a aussi été le thème de plusieurs pachinko :
- 2009 - Tokimeki Memorial (KPE)